# Fußbass

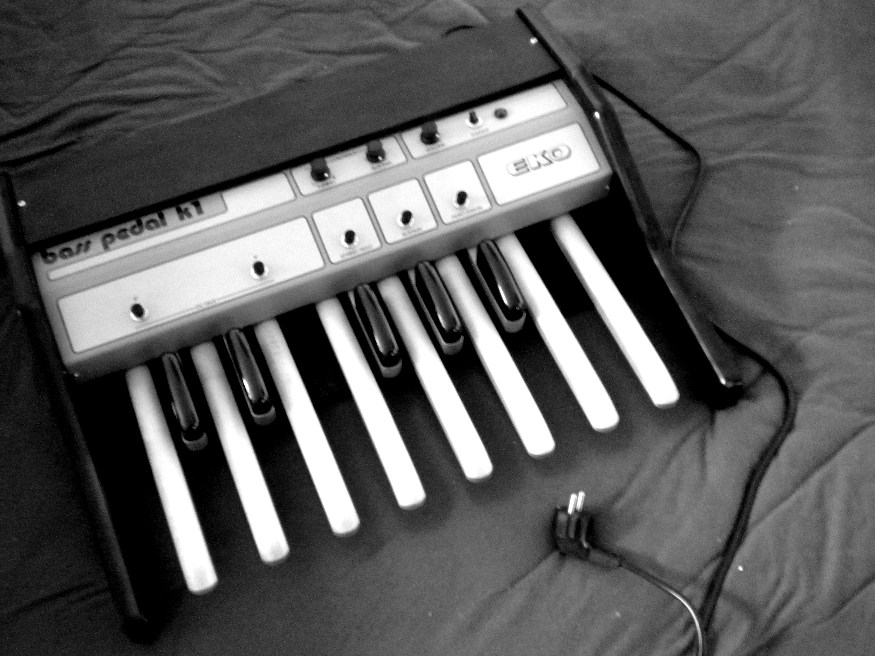
Elektronischer Fußbass, ältere Ausführung

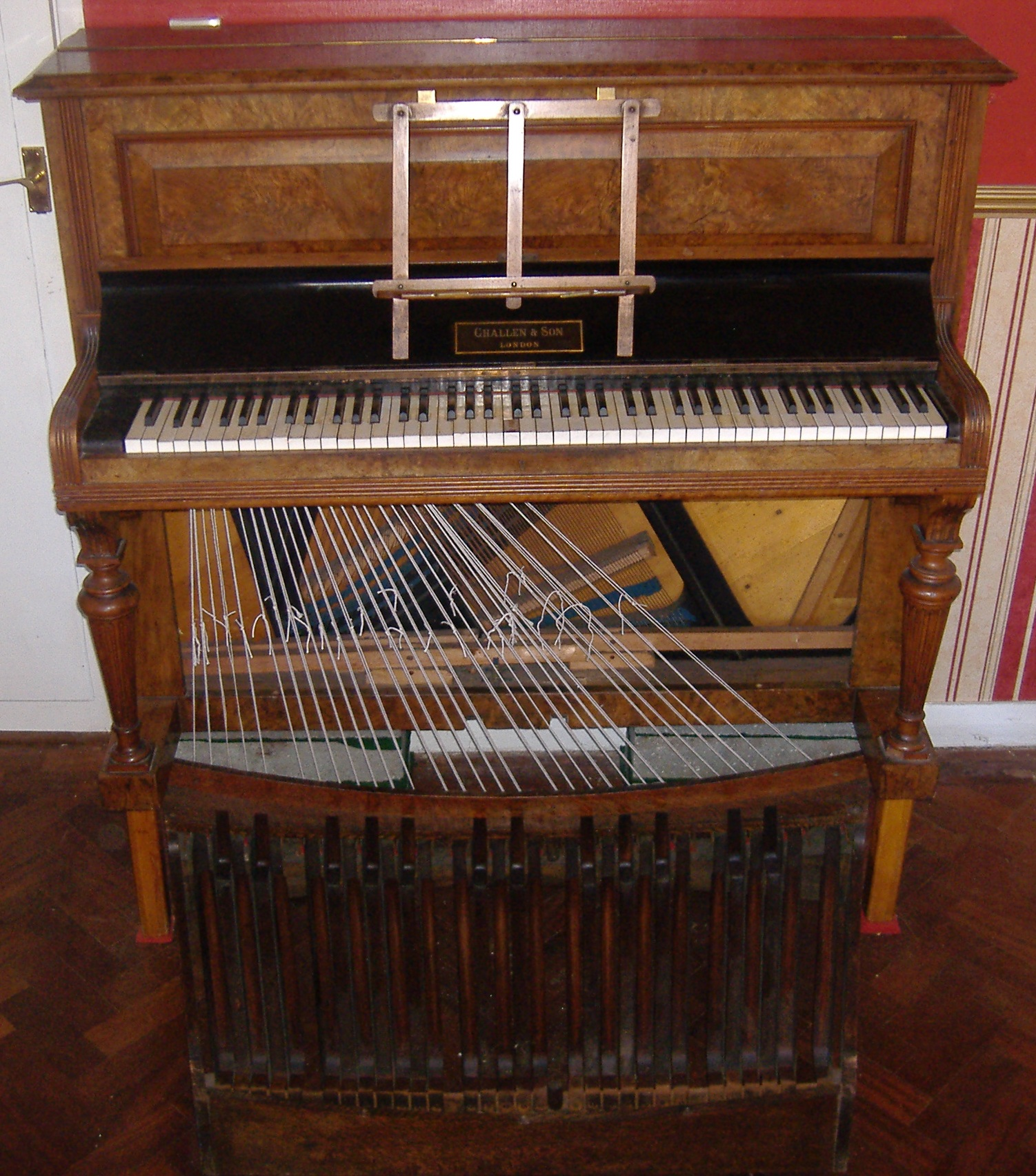
Mechanisches Pedalpiano

Ein Fußbass ist bei einem Tasteninstrument eine Klaviatur, die aus einem Pedalwerk für die Füße des Spielers besteht und für die Tonlage der Bassstimme benutzt wird. Fußbässe gibt es für elektronische Orgeln, Pianos und Keyboards. Man unterscheidet in der technischen Ausführung Stummelpedal und Vollpedal.

## Spielweise
An Tasteninstrumenten wird normalerweise mit der linken Hand der Bass gespielt und mit der rechten Hand die Melodiestimme. Mit Hilfe eines am Instrument eingebauten, oder bei elektronischen Instrumenten angeschlossenen Fußbasses, kann leichter mehrstimmige Musik gespielt werden, da die linke Hand nun ebenfalls für Melodiestimmen zur Verfügung steht. 
Für elektronische Instrumente gab es bis ca. Mitte der 1990er Jahre nur Fußbässe mit eingebauter Tonerzeugung, heute gibt es auch modifizierte Fußbässe ohne Tonerzeugung. Mit einem Audio-Expander können Basstöne programmiert werden. Der Ton ist monophon mit einem leichten Sustain und wird abgeschnitten, sobald der nächste Ton erklingt. Für bestimmte Klänge können Grundwellenformen wie Sinus, Dreieck oder Sägezahn programmiert werden. 
In der Nähe des Fußbass-Pedalwerks ist meist ein mit dem Fuß zu betätigender Schweller angebracht, mit dem die Lautstärke der elektronischen Instrumente verändert werden kann.
Der Fußbass kann auch mit elektronisch erweiterten Flügeln oder Digitalpianos gespielt werden, wobei der Lautstärkeschweller verzichtbar ist, weil das Klavier die Lautstärke über die Anschlagsdynamik regelt.
In der Kombination zwischen Orgel, Klavier und Fußbass wird mit dem linken Fuß der Bass gespielt. Mit dem rechten Fuß kann das sogenannte Sustainpedal des Klavieres und das Lautstärkepedal bei der Orgel bedient werden. Auch für Akkordeons gibt es Fußbässe, die einen eigenen Balg haben und über Knöpfe zum Ansteuern der eigenen durchschlagenden Zungen verfügen.